# پادشاهی ناوار
پادشاهی ناوار (اسپانیایی:Reino de Navarra، ‏ (۸۲۴–۱۶۲۰ میلادی) فرانسوی:Royaume de Navarre و لاتینی:Regnum Navarrae) که با نام پادشاهی پامپلونا نیز شناخته می‌شود، در طرف دیگر کوه‌های پیرنه واقع در سواحل اقیانوس اطلس قرار داشت. این پادشاهی زمانی تأسیس شد که فرمانروای باسک، اینیگو آریستا، طی شورشی علیه امپراتوری کارولنژی قدرت را در پامپلونا به دست گرفت. بخش جنوبی این پادشاهی در ۱۵۱۳ میلادی به دست پادشاهی کاستیا افتاد و قسمت شمالی آن نیز در ۱۶۲۰ رسماً جزئی از خاک پادشاهی فرانسه شد.